# Аэфлий
Аэфлий (др.-греч. Ἀέθλιος, допустима транскрипция Аэтлий) — персонаж древнегреческой мифологии. Сын Зевса и Протогении, дочери Девкалиона  (либо сын Эола ). Жена Калика, сын Эндимион . Царь Элиды  Действующее лицо трагедии Сосифея «Аэфлий».